# Felipe de Cáceres
Felipe de Cáceres (fl. XVI secolo) fu un conquistador e colonizzatore spagnolo.

## Biografia
Nonostante il popolo di Asunción avesse manifestato la volontà di assegnare a Juan Ortiz de Zárate il titolo che era stato di Francisco Ortiz de Vergara, cioè di governatore del Río de la Plata, la Audiencia Reale di Charcas nominò il revisore contabile Felipe de Cáceres al suo posto.
In precedenza aveva aiutato Domingo Martínez de Irala a rimuovere Alvar Núñez Cabeza de Vaca dall'incarico, e durante la sua amministrazione litigò con fra' Pedro de la Torre, primo vescovo del Paraguay. Nel viaggio di ritorno da un'esplorazione della foce del Paraná, fu preso ad Asuncion ed arrestato sotto l'autorità del vescovo. Il viceré del Perù, Martin Suarez de Toledo, approvò la cattura ordinando che de Cáceres fosse rimosso dall'incarico e rispedito in Spagna.
Nonostante fosse riuscito a fuggire durante il viaggio con l'aiuto dei portoghesi, il capitano Ruy Diaz Melgarejo riuscì a riprenderlo.